# Бревил (Шарант)
Бревил (фр. Bréville) насеље је и општина у западној Француској у региону Поату-Шарант, у департману Шарант која припада префектури Коњак.
По подацима из 2011. године у општини је живело 517 становника, а густина насељености је износила 33,59 становника/km². Општина се простире на површини од 15,39 km². Налази се на средњој надморској висини од 26 метара (максималној 31 m, а минималној 15 m).

## Демографија
| 1962. | 1968. | 1975. | 1982. | 1990. | 1999. | 2011. |
| ----- | ----- | ----- | ----- | ----- | ----- | ----- |
| 469   | 491   | 434   | 495   | 495   | 512   | 517   |

График промене броја становника у току последњих година